# چیبا پورت آرنا
چیبا پورت آرنا (انگلیسی: Chiba Port Arena) یک سالن سرپوشیده ورزشی در چیبا، ژاپن است.
این ورزشگاه که در سال ۱۹۹۱ تاسیس شده دارای ۷٬۵۱۲ نفر ظرفیت است و برای مسابقات بسکتبال و والیبال مورد استفاده قرار میگیرد.